# داميان داميانوف
داميان داميانوف (بالبلغارية: Дамян Дамянов, Damyan Damyanov)؛ (و. 1935 – 1999 م) هو شاعر وكاتب بلغاري. ولد في 18 يناير 1935 في سليفن في المملكة البلغارية. تخرج من كلية الأدب في جامعة صوفيا في عام 1961.